# Església de Sant Sadurní de Medinyà
Església de Sant Sadurní de Medinyà és una església del municipi de Sant Julià de Ramis (Gironès) protegida com a bé cultural d'interès local.

## Descripció

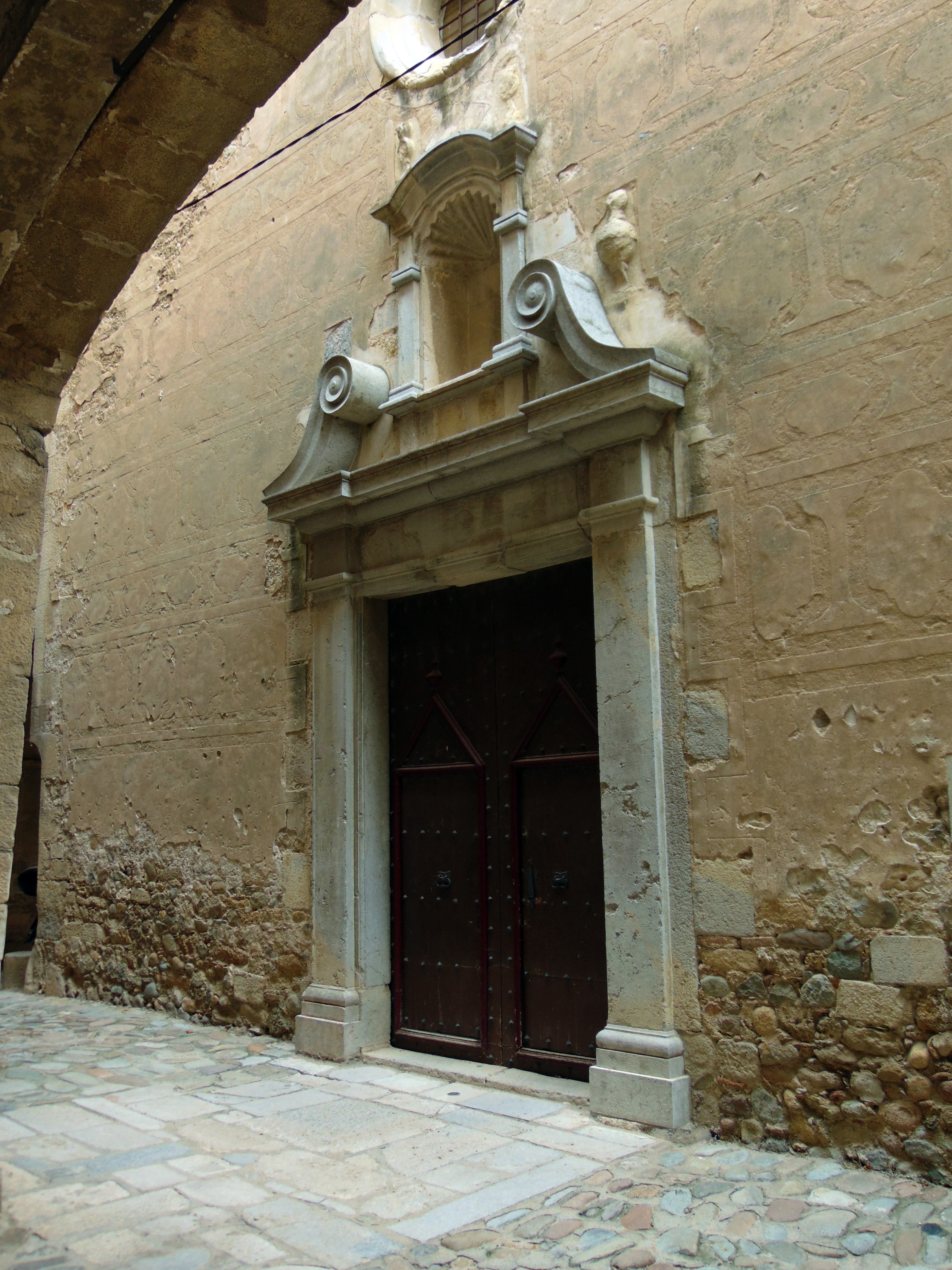
Porta d'entrada a l'església al costat del castell

Situada al costat de l'edifici principal del castell de Medinyà, rodejat d'altres edificacions. Presenta un campanar de planta quadrada al que s'accedeix per una escala exterior. La nau és de planta rectangular i exteriorment presenta un absis poligonal amb un cos afegit al lateral. Les parets són de maçoneria i carreus a les cantonades. La façana principal és esgrafiada i presenta un portal de pedra amb una fornícula superior.

## Història
L'església és documentada el 1095, quan Dalmau Vidal deixà pel seu testament sacramental uns béns situats a la parròquia de Medinyà. L'edifici fou refet el 1763. A la porta hi figura la següent inscripció: "Charitas me fecit 1763". Ocupa part del recinte casteller. Durant la guerra napoleònica fou cremada la casa rectoral i l'arxiu parroquial. Els francesos hi tingueren el seu quarter general durant el setge de Girona de 1809.